# OmniPeek
OmniPeek je v informatice název softwarového nástroje pro analýzu paketů od firmy Savvius pro řešení síťových problémů a analýzu síťových protokolů. Podporuje rozhraní pro programování aplikací (API) pro pluginy.

## Historie
Firma Savvius (oficiálně WildPackets) byla založena v roce 1990 a jejími zakladateli byli Mahboud Zabetian a Tim McCreery. Prvním produktem byl EtherPeek pro počítače Macintosh. Byl to analyzátor protokolu pro Ethernetové sítě. V roce 1997 byla uvolněna verze pro Microsoft Windows. V roce 2001 byl dále uvolněn AiroPeek, který přidal podporu pro bezdrátové sítě IEEE 802.11 (Wi-Fi). V roce 2003 byl vydán OmniEngine Distributed Capture Engine jako softwarový a hardwarový síťový rekordér.
Ráno 15. července 2002 postihl budovu Savviusu ve Walnut Creek v Kalifornii požár a budova vyhořela do základů. Společnost však požár přežila.
V polovině dubna 2015 změnila společnost svůj název z WildPackets na Savvius a rozhodla se zaměřit na síťové zabezpečení.

## Akvizice
V listopadu 2000 získal Savvius skupinu Net3 Group. Jejich produkt NetSense, expertní systém pro řešení problémů se sítí, byl předělán na plug-in a integrovány do nové verze produktu s názvem EtherPeekNX.
V roce 2001 získal Savvius Optimalized Engineering Corporation. Kurzy a instruktoři pro školení optimalizované síťové analýzy se přidali ke službám Savviusu.

## Rozšiřitelnost
OmniPeek má Api na jedné straně pro automatizaci automatizaci a na druhé straně pro analýzu, stejně jako další mechanismy pro rozšíření a zlepšení programu.
Pro platformy OmniPeek je dostupných 40 pluginů. Tyto pluginy slouží pro velkou škálu účelů od přihlašování rozšíření až po plnohodnotné aplikace, které jsou hostované OmniPeekem.
Dálkové Adaptéry poskytují prostředky pro zachytávání paketů a stavů. Jsou zde dálkové adaptéry pro zachytávání z RMON, NetFlow, SFlow, Cisco AP, Aruba AP a Linux boxů. Adaptéry jsou k dispozici pro agregaci paketů z více síťových segmentů a bezdrátových kanálů ve stejnou dobu. 
PlaceMap je volně dostupná samostatná aplikace pro Windows, která zachycuje provoz v síti a mapuje síťové uzly do Google map. PlaceMap je pozoruhodný příklad rozšiřitelnosti v tom, že používá stejné pluginy Google map, které jsou k dispozici také pro OmniPeek, a je používané API pro zachytávání paketů.